# Acompocoris alpinus
Acompocoris alpinus – gatunek pluskwiaka z podrzędu różnoskrzydłych i rodziny dziubałkowatych.

## Taksonomia
Gatunek ten opisany został po raz pierwszy w 1875 roku przez Oda Reutera na łamach „Entomologisk Tidskrift”. Jako lokalizację typową wskazano Dalarne w Szwecji.

## Morfologia
Pluskwiak o podługowato-owalnym ciele długości od 3 do 3,6 mm. Głowa jest czarna z ciemnymi czułkami. Trójczłonowa, zakrzywiona kłujka w spoczynku sięga do środkowej lub tylnej pary bioder. Przedplecze jest czarne, trapezowate z wyraźną obrączką apikalną na przedzie, wykraczającą całkowicie poza przednie kąty. Trójkątna tarczka również jest czarna. Półpokrywy są wyraźnie szagrynowane, zwykle ciemnobrązowe, rzadko brudnożółte. Zakrywka zwykle jest ciemno zabarwiona. Zatułów ma trójkątny wierzchołek. Kanalik wyprowadzający gruczołów zapachowych zatułowia jest prawie prosty, jednak zewnętrznym końcem nieco odgięty dogłowowo, niewyniesiony ponad powierzchnię zatułowia. Odnóża tylnej paty niemal stykają się biodrami. Genitalia samca cechują się paramerami węższymi niż u A. brevirostris i dłuższymi niż u dziubaczka żółtoskrzydłego. Samica charakteryzuje się rurką kopulacyjną wchodzącą w błonę międzysegmentalną pośrodkowo i u podstawy zaopatrzoną w wyrostek boczny.

## Ekologia i występowanie
Owad ten zasiedla lasy. Bytuje na drzewach iglastych, głównie na sosnach. Zarówno larwy, jak i owady dorosłe są drapieżnikami żerującymi na mszycach.
Gatunek palearktyczny. W Europie znany jest z Hiszpanii, Andory, Irlandii, Wielkiej Brytanii, Francji, Belgii, Holandii, Luksemburga, Niemiec, Szwajcarii, Liechtensteinu, Austrii, Włoch, Danii, Szwecji, Norwegii, Finlandii, Polski, Czech, Słowacji, Ukrainy, Słowenii, Chorwacji, Rumunii, Bułgarii, Macedonii Północnej, Grecji oraz europejskiej części Rosji. W Azji podawany jest z Gruzji, Kazachstanu, Mongolii oraz syberyjskiej i dalekowschodniej części Rosji.